# Aviere (destroyer)
Le Aviere (fanion « AV ») était un destroyer italien de la classe Soldati lancé en 1937 pour la Marine royale italienne (en italien : Regia Marina). 

## Conception et description
Les destroyers de la classe Soldati étaient des versions légèrement améliorées de la classe précédente Oriani. Ils avaient une longueur entre perpendiculaires de 101,6 mètres et une longueur hors tout de 106,7 mètres. Les navires avaient une largeur de 10,15 mètres  et un tirant d'eau moyen de 3,15 mètres et de 4,3 mètres à pleine charge. Les Soldatis déplaçaient 1 830-1 850 tonnes métriques à charge normale, et 2 450-2 550 tonnes métriques à pleine charge. Leur effectif en temps de guerre était de 206 officiers et hommes de troupe.
Le Aviere était propulsé par deux turbines à vapeur à engrenages Belluzzo/Parsons, chacune entraînant un arbre d'hélice à l'aide de la vapeur fournie par trois chaudières Yarrow. Conçus pour une puissance maximale de 48 000 chevaux-vapeur (36 000 kW) et une vitesse de 34-35 nœuds (63-65 km/h) en service, les navires de la classe Soldati ont atteint des vitesses de 39-40 nœuds (72-74 km/h) pendant leurs essais en mer alors qu'ils étaient légèrement chargés. Ils transportaient suffisamment de fuel pour avoir une autonomie de 2 340 milles nautiques (4 330 km) à une vitesse de 14 nœuds (26 km/h) et de 682 milles nautiques (1 263 km) à une vitesse de 34 nœuds (63 km/h).
La batterie principale du Aviere était composée de quatre canons de 120 millimètres de calibre 50 dans deux tourelles jumelées, une à l'avant et une à l'arrière de la superstructure. Sur une plate-forme au milieu du navire se trouvait un canon à obus en étoile de 120 millimètres de 15 calibres. La défense antiaérienne des Soldatis était assurée par huit canons Breda modèle 1935 de 20 millimètres. Les navires étaient équipés de six tubes lance-torpilles de 533 millimètres dans deux supports triples au milieu du navire. Bien qu'ils ne soient pas dotés d'un système de sonar pour la lutte anti-sous-marine, ils sont équipés d'une paire de lanceurs de grenades sous-marines. Les navires pouvaient transporter 48 mines.

## Construction et mise en service
Le Aviere est construit par le chantier naval Odero-Terni-Orlando (OTO) de Livourne en Italie, et mis sur cale le 16 janvier 1937. Il est lancé le 	19 septembre 1937 et est achevé et mis en service le 31 août 1938. Il est commissionné le même jour dans la Regia Marina.

## Histoire du service
Au début de la Seconde Guerre mondiale, il fait partie du XIe escadron de destroyers, qui a été formé avec ses navires-jumeaux (sister ships) Artigliere, Geniere et Camicia Nera.
Le 11 juin 1940, il est envoyé en patrouille dans le canal de Sicile avec le reste du XIe escadron, le XIIe escadron de destroyers (Ascari, Lanciere, Carabiniere, Corazziere), la IIIe Division (croiseurs lourds Trento, Pola, Bolzano) et la VIIe Division (croiseurs légers Attendolo et Duca d’Aosta).
Le 19 juin, il appareille d'Augusta avec les trois autres navires de la XIe Escadre pour transporter des fournitures à Benghazi, où il arrive le lendemain.
Le 7 juillet, à 15h45, il quitte Messine avec les unités de section et la IIIe division (Trento et Bolzano), rejoignant ensuite le reste de la IIe escadre navale (croiseur lourd Pola, croiseurs des  Ire, IIe et VIIe division pour un total de 9 unités et les IXe, Xe, XIIe et XIIIe escadron de destroyers) qui, après avoir agi comme force de soutien pour une opération de convoi vers la Libye, rejoint la Ire escadre et participe à la bataille de Punta Stilo le 9 juillet. Pendant la retraite de la flotte italienne lors de cette bataille, le XIe Escadron repèreé et attaque les navires britanniques à 16h15 ; en particulier, le Aviere, à 16h20, sortant de l'écran de fumée établi par le chef de tir, se rend à 10 800 mètres des unités ennemies et lance sans succès des torpilles avec les trois autres unités (qui ont lancé un total de 10 torpilles, 7 contre un cuirassé et 3 contre un croiseur),.
Dans la matinée du 6 octobre, il quitte Messine avec ses 3 navires-jumeaux ainsi que la IIIe division (Trento, Trieste, Bolzano) pour soutenir, avec d'autres unités, l'opération " CV " qui voit 2 navires marchands et 4 destroyers en route vers la Libye; tous les navires sont cependant rentrés au port après avoir aperçu des cuirassés britanniques
Dans la nuit du 11 au 12 octobre 1940, il est envoyé pour patrouiller - sous le commandement du capitaine de frégate (capitano di fregata) Carlo Tallarigo -, avec les trois unités du XIe Escadron et les torpilleurs du Ier Escadron (Alcione, Airone, Ariel) la zone à l'est de Malte, à la recherche de navires britanniques qui auraient dû se trouver dans cette zone,. Aux premières heures de la nuit du 12 octobre, les trois torpilleurs du Ier Escadron attaquent le croiseur léger HMS Ajax (22), qui fait partie d'un plus grand déploiement naval britannique qui retourne à Alexandrie après avoir escorté un convoi vers Malte. Un combat violent et confus s'ensuit, à l'issue duquel le Airone et le Ariel sont coulés, tandis que le HMS Ajax n'est pas sérieusement endommagé,. Avant d'attaquer, à 1h37, les torpilleurs ont lancé un signal de découverte, qui est reçu à des moments différents par les destroyers de la XIe Escadre: le Aviere le reçut à 1h56 et, après avoir viré au nord, passe à l'attaque en apercevant d'abord le croiseur britannique à 2h10. Il se prépare à lancer les torpilles, mais à 2h15, avant que le destroyer ne puisse procéder au lancement, le HMS Ajax ouvre le feu avec ses canons, touchant le Aviere avec deux salves, une à la proue et une à la poupe. A bord du navire italien, le système électrique, le poste de tir et le complexe de poupe de 120 mm sont détruits,,. À 2h18, le Aviere, sans puissance, avec de sérieuses avaries et une vitesse réduite à 14 nœuds, se retire,. Peu après l'aube, le Aviere rejoint le Geniere et se dirige vers Augusta, où il arrive dans la matinée,.
Le 23 février 1941, à 19h00, il appareille de Naples et escorte vers Tripoli, avec le Geniere, le destroyer da Noli et le torpilleur Castore, les navires marchands Ankara, Marburg, Reichenfels et Kybfels,.
Du 12 au 13 mars, il sert d'escorte indirecte, avec le Carabiniere, le Corazziere, le torpilleur Dezza et les croiseurs Trento, Trieste et Bolzano, à un convoi (transports de troupes Conte Rosso, Marco Polo et Victoria, destroyers Folgore, Camicia Nera et Geniere) en route Naples-Tripoli.
Le 14 avril, il quitte Naples pour escorter vers Tripoli, en compagnie des destroyers Grecale, Geniere et Camicia Nera et du torpilleur Pleiadi, les vapeurs Alicante, Santa Fe, Maritza et Procida. Après une escale à Palerme du 17 au 18 avril pour éviter l'attaque des navires anglais, le convoi se dirige vers le port libyen où il arrive le 20.
Le 11 mai, il escorte un convoi composé des marchands Preussen, Wachtfels, Ernesto, Tembien, Giulia et Col di Lana ainsi que des destroyers Dardo, Geniere, Grecale,  Scirocco et Camicia Nera. Partis de Naples, les navires arrivent à Tripoli le 14
Le 3 juin, il fait partie de l'escorte du convoi "Aquitania": il est compodé des navires marchands Aquitania, Caffaro, Nirvo, Montello, Beatrice Costa et du pétrolier Pozarica, en route Naples-Tripoli avec l'escorte, outre l'Aviere, des destroyers Dardo, Geniere et Camicia Nera et du torpilleur Missori. Le 4 juin, alors que les navires se trouvent à une vingtaine de milles des îles Kerkennah, ils sont attaqués par des avions qui touchent le Montello, qui explose sans laisser de survivants, et le Beatrice Costa qui, irrémédiablement endommagé, doit être abandonné et coulé par le Camicia Nera,.
Le 25 juin, il quitte Naples pour escorter (avec les destroyers Gioberti, Geniere et Da Noli) les transports de troupes Esperia, Marco Polo, Neptunia et Oceania (l'escorte indirecte est assurée par les croiseurs Trieste et Gorizia et les destroyers Ascari, Corazziere et Carabiniere). Après une escale à Tarente le 27, les navires atteignent Tripoli le 29 malgré quelques attaques aériennes (qui causent de légers dégâts au Esperia).
Le 4 août, il appareille de Naples, escortant un convoi composé des vapeurs Nita, Aquitania, Ernesto, Nirvo et Castelverde (le reste de l'escorte est constitué des destroyers Gioberti, Geniere, Oriani et Camicia Nera et du torpilleur Calliope), auquel s'ajoute ensuite le pétrolier Pozarica. Le 6 août, le Nita, touché par des avions du 830th Squadron britannique, coule à la position géographique de 35° 15′ N, 12° 17′ E, malgré les tentatives du Camicia Nera et du Calliope pour le sauver, tandis que les autres navires du convoi atteignent leur destination le lendemain.
Entre le 29 août et le 2 septembre, il escorte (avec les destroyers Oriani, Da Noli, Camicia Nera, Usodimare et Pessagno) un convoi de transports de troupes Victoria, Neptunia et Oceania, d'abord de Naples à Tripoli, puis de Tripoli à Tarente; les navires arrivent à destination sains et saufs, malgré une attaque du sous-marin britannique HMS Upholder (P37).
Le 23 septembre, il escorte, avec le Camicia Nera, les destroyers Lanciere, Carabiniere, Ascari et Corazziere qui ont l'intention de poser un champ de mines au sud-est de Malte.
Dans la nuit du 12 au 13 octobre, il aurait dû poser un champ de mines, avec les destroyers Vivaldi, Malocello, Pigafetta, da Verrazzano et Camicia Nera et les croiseurs légers Eugenio di Savoia, Montecuccoli et Duca d'Aosta, mais l'opération a été annulée après le départ de la Mediterranean Fleet britannique (flotte Méditerranéenne).
À 8h10 le 21 novembre, il quitte Naples en compagnie du Camicia Nera, du Geniere, du Corazziere et du Carabiniere et des croiseurs Garibaldi et Duca degli Abruzzi pour servir d'escorte indirecte à deux convois vers la Libye. L'opération échoue à cause des attaques aériennes et sous-marines (qui endommagent gravement le Duca degli Abruzzi et le croiseur lourd Trieste) et à 1 heure du matin le 22, le Aviere est détaché avec le croiseur lourd Gorizia pour escorter les convois jusqu'à Tarente.
Le 13 décembre, à 19h40, il appareille de Tarente avec le cuirassé Doria, les croiseurs Attendolo et Duca d'Aosta et les destroyers Ascari et Camicia Nera pour fournir une escorte indirecte à l'opération "M 41" (trois convois vers la Libye composés de 6 navires marchands, 5 destroyers et un torpilleur), qui est cependant ravagée par des attaques de sous-marins, qui coulent deux transports (le Fabio Filzi et le Carlo del Greco) et endommagent sérieusement le cuirassé Vittorio Veneto. Le Aviere est détaché pour escorter le Vittorio Veneto jusqu'à Tarente, avec les destroyers Vivaldi, Da Noli, Geniere, Carabiniere et Camicia Nera et les torpilleurs Lince et Aretusa.
Le 16 décembre, il assure la couverture rapprochée - avec le Ascari et le Camicia Nera, le cuirassé Duilio et les croiseurs Duca d'Aosta, Attendolo et Montecuccoli - d'une opération de convoi pour la Libye, le " M 42 " (qui a vu l'utilisation d'un total de 4 transports transportant 14 770 tonnes de fournitures et 212 soldats, 7 destroyers et un torpilleur), conclue avec succès,.
A 18h50 du 3 janvier 1942, le Aviere part de Tarente avec les destroyers Carabiniere, Alpino, Ascari, Pigafetta, Geniere, Da Noli et Camicia Nera, les croiseurs lourds Trento et Gorizia et les cuirassés Littorio, Cesare et Doria pour escorter indirectement l'opération "M 43" (trois convois vers la Libye avec en mer 6 marchands, 6 destroyers et 5 torpilleurs). Tous les navires marchands sont arrivés à destination le 5 janvier et à 17 de ce jour le groupe "Littorio", le Aviere inclus, retourne à Tarente.
Le 22 janvier, il fait partie - avec les destroyers Carabiniere, Alpino, Ascari, Pigafetta, Geniere, Da Noli et Camicia Nera et les torpilleurs Orsa et Castore - de l'escorte directe de l'opération "T.18" (un convoi formé par le transport de troupes Victoria - parti de Tarente - et par les cargos Ravello, Monviso, Monginevro et Vettor Pisani - partis de Messine -, avec à bord un total de 15 000 tonnes de matériel, 97 chars, 271 véhicules et 1 467 hommes). Le 23, pendant la navigation, le Victoria est immobilisé par une attaque de 3 bombardiers-torpilleurs; le Aviere et le Camicia Nera s'arrêtent pour lui porter secours, mais une seconde attaque portée par 4 avions donne le coup de grâce au Victoria (1 064 des 1 455 hommes à bord sont sauvés),.
Le 21 février à 16h00, il quitte Tarente avec les destroyers Ascari, Geniere et Camicia Nera et le cuirassé Duilio et fournit une escorte indirecte à l'opération "K 7" (deux convois avec 5 cargos, un pétrolier, 10 destroyers et 2 torpilleurs tous dirigés vers Tripoli).
Du 7 au 10 mars, il participe à l'opération de trafic "V 5" (consistant à envoyer 4 vedettes rapides en Libye) avec les croiseurs Garibaldi et Eugenio di Savoia.
À minuit le 21 mars, le Aviere, ainsi que les destroyers Grecale, Ascari et Oriani, quittent Tarente avec le cuirassé Littorio, prenant part à la deuxième bataille de Syrte, peu concluante, dans laquelle il ne joue pas un rôle majeur.
Toujours au cours de l'année 1942, le Aviere subit des travaux qui impliquent l'élimination de la pièce éclairante de 120 mm et l'embarquement de 4 mitrailleuses anti-aériennes de 20 mm.
En août de la même année, le capitaine de vaisseau (capitano di vascello) Ignazio Castrogiovanni prend le commandement de l'unité.
Dans la nuit du 11 au 12 août 1942, pendant la bataille de la mi-août, il prend la mer avec les croiseurs des IIIe division (Trieste, Gorizia et Bolzano) et VIIe division (Eugenio di Savoia, Attendolo et Montecuccoli) et 9 destroyers: l'objectif était d'attaquer le convoi britannique "Pedestal", déjà décimé par des attaques d'avions, de sous-marins et de torpilleurs, et de l'anéantir. La formation italienne est obligée de revenir par crainte d'attaques adverses mais juste pendant la navigation de retour le sous-marin HMS Unbroken (P42) torpille et endommage sérieusement le Bolzano et Attendolo. Le Aviere et le Geniere prennent en remorque le Bolzano, en flammes, et l'amène à s'échouer près de Panarea.
En septembre, il est chef d'escorte lors d'une opération de trafic vers la Libye qui voit l'envoi de 4 navires marchands (l'un d'entre eux doit revenir après les dommages causés par une attaque aérienne) protégés par 8 navires d'escorte.
Plus tard, il effectue une mission en Libye, avec les autres unités du XIe Escadron, pour transporter de l'essence dans des réservoirs en fer-blanc.
Le 17 octobre de la même année, l'unité appareille de Corfou en escortant, avec le Geniere et le Camicia Nera, le navire à moteur Ankara .Le convoi rejoint celui formé par le navire à moteur Monginevro escorté par les torpilleurs Orsa et Aretusa (en provenance de Brindisi), puis est renforcé par le destroyer Alpino, et se sépare à nouveau vers la fin de la navigation : Alors que les autres navires se dirigent vers Tobrouk, les Aviere, Monginevro, Geniere et Camicia Nera atteignent Benghazi.
Le 16 décembre 1942, il appareille de Naples pour escorter à Bizerte, avec son navire-jumeaux Camicia Nera, le navire à moteur allemand Ankara,,. Le 17 décembre à 11h15, à une quarantaine de milles au nord de Bizerte, le sous-marin britannique HMS Splendid attaque le convoi en lançant quelques torpilles: l'une d'elles touche le Aviere, qui explose, gîte sur le côté tribord, se brise en deux et coule en quelques secondes, à la position géographique de 38° 00′ N, 10° 05′ E,,.
À bord du Aviere, il y avait entre 230 et 250 hommes : parmi eux, une centaine s'en est sortie à temps, mais aucun des survivants n'a été recueilli par le Camicia Nera ou le Ankara, qui se sont éloignés à toute vitesse. Le naufrage du navire a été si rapide et si violent que seuls deux radeaux de sauvetage, ainsi que diverses épaves, se sont détachés des superstructures,. Lorsque, dans l'après-midi, les torpilleurs Calliope et Perseo atteignent les survivants, seuls 30 d'entre eux, parmi lesquels seulement deux officiers (le commandant en second - Olinto Di Serio - et un officier mécanicien; ce dernier meure plus tard à l'hôpital de Torrebianca, à Trapani, à la suite de l'ingestion de naphte) étaient encore en vie.
Parmi les 220 (pour d'autres sources 200) morts et disparus aussi le commandant Castrogiovanni, qui, après avoir rassemblé et encouragé les hommes, cède sa place sur un radeau à un marin épuisé et disparait dans la mer: à sa mémoire est conférée la médaille d'or de la valeur militaire,,.

### Commandement
Commandants
- Capitaine de frégate (Capitano di fregata) Giovanni Viansino (né le 5 décembre 1900) (31 août 1938 - 1940)
- Capitaine de frégate (Capitano di fregata) Carlo Tallarigo di Zagarise e Sersale (né à Sienne le 13 juin 1901) (10 juin 1940 - 19 novembre 1940)
- Capitaine de vaisseau (Capitano di vascello) Luciano Bigi (né à Morciano di Romagna le 13 décembre 1898) (20 novembre 1940 - 25 février 1942)
- Capitaine de vaisseau (Capitano di vascello) Gastone Minotti (né à Naples le 18 août 1898) (16 février - 30 août 1942)
- Capitaine de vaisseau (Capitano di vascello) Ignazio Castrogiovanni (né à Palerme le 18 août 1896) (+) (31 août - 17 décembre 1942)

## Culture populaire
Le navire est présent dans le jeu vidéo World of Warships en tant que destroyer italien de tier VI.